# Bendersville
Bendersville és una població dels Estats Units a l'estat de Pennsilvània. Segons el cens del 2000 tenia 576 habitants.

## Demografia
Segons el cens del 2000, Bendersville tenia 576 habitants, 202 habitatges, i 156 famílies. La densitat de població era de 542,4 habitants per quilòmetre quadrat.
Dels 202 habitatges en un 38,6% hi vivien nens de menys de 18 anys, en un 64,9% hi vivien parelles casades, en un 9,4% dones solteres, i en un 22,3% no eren unitats familiars. En el 17,3% dels habitatges hi vivien persones soles el 10,4% de les quals corresponia a persones de 65 anys o més que vivien soles. El nombre mitjà de persones vivint en cada habitatge era de 2,85 i el nombre mitjà de persones que vivien en cada família era de 3,21.
Per edats la població es repartia de la següent manera: un 27,8% tenia menys de 18 anys, un 11,3% entre 18 i 24, un 28,3% entre 25 i 44, un 19,6% de 45 a 60 i un 13% 65 anys o més.
L'edat mediana era de 33 anys. Per cada 100 dones de 18 o més anys hi havia 96,2 homes.
La renda mediana per habitatge era de 39.688 $ i la renda mediana per família de 41.250 $. Els homes tenien una renda mediana de 30.000 $ mentre que les dones 20.417 $. La renda per capita de la població era de 15.066 $. Entorn del 7,5% de les famílies i el 9,6% de la població estaven per davall del llindar de pobresa.

## Poblacions més properes
El següent diagrama mostra les poblacions més properes.